# Waldo Vieira
Waldo Vieira, né le 12 avril 1932 à Monte Carmelo, et mort le 2 juillet 2015 à Foz do Iguaçu est un médecin brésilien qui a proposé les théories de Projectiologie et Conscienciologie, deux thèses paranormales qui concernent la nature de la conscience. 
Selon Vieira, la conscience a une existence indépendante du corps, et peut être séparée de ce dernier par une expérience hors du corps (voyage astral). Vieira a écrit plus de vingt livres sur le sujet, et prétend avoir eu de nombreuses expériences de projection astrale.